# Beast in Black
Beast In Black sono un gruppo musicale power metal/heavy metal finlandese formatosi nel 2015 a Helsinki per iniziativa del chitarrista e autore Anton Kabanen. I loro dischi sono sempre stati pubblicati dalla Nuclear Blast, a partire dall'album di debutto nel 2017.

## Storia
Anton Kabanen ha fondato la band nel 2015 dopo aver lasciato i Battle Beast all'inizio dello stesso anno. Come per i Battle Beast, il nome della band è un tributo al manga giapponese e all'anime Berserk.
La band ha firmato con l'etichetta Nuclear Blast e ha pubblicato, il 3 novembre 2017, il suo primo album, Berserker, oggetto di critiche e riscontri commerciali molto positivi in tutto il mondo. Il disco di debutto, infatti, si è classificato settimo nella classifica degli album in Finlandia. Inoltre, Berserker ha anche avuto riscontro in Germania, Regno Unito, Svezia, Svizzera e Francia.
Il 7 febbraio 2018, il Atte Palokangas sostituisce Sami Hänninen come batterista permanente. La band include, inoltre, il talentuoso cantante greco Yannis Papadopoulos, il chitarrista Kasperi Heikkinen (ex chitarrista di U.D.O., Amberian Dawn, Iconofear, ecc.) e il bassista Máté Molnár.
Nello stesso anno i Beast In Black si esibiscono come gruppo di supporto per i Nightwish durante le tappe europee del Decades: World Tour.
Nel 2019 viene pubblicato il secondo album From Hell with Love, a cui segue il "From Hell with Love Tour".
Il 3 settembre 2021, la band pubblica il videoclip Moonlight Rendezvous, che fa da apripista al terzo album, Dark Connection, pubblicato il successivo 29 ottobre.

## Stile Musicale
Lo stile della band è variegato e multiforme, ispirandosi sia a band quali Judas Priest, Manowar, W.A.S.P., Accept e Black Sabbath, dalle quali, tuttavia, si distingue per un utilizzo massiccio di tastiere anni '80, caratteristiche dell'AOR, sia alle soundtrack di programmi televisivi, arrivando persino, in alcuni casi, ad utilizzare stilemi propri della musica dance.

## Formazione
Membri attivi
- Yannis Papadopoulos - voce
- Anton Kabanen - chitarra, cori, tastiere, sintetizzatori
- Kasperi Heikkinen - chitarra
- Máté Molnár - basso
- Atte Palokangas - batteria

Ex membri
- Sami Hänninen - batteria (2015-2018)

## Discografia

### Album in studio
- 2017 - Berserker
- 2019 - From Hell with Love
- 2021 - Dark Connection

### Singoli
- 2017 - Blind and Frozen
- 2017 - Beast in Black
- 2021 - Moonlight Rendezvous
- 2024 - Power of the Beast
- 2025 - Enter The Behelit

### Video ufficiali
- 2017 - Blind and Frozen
- 2017 - Beast in Black
- 2021 - Moonlight Rendezvous
- 2024 - Power of the Beast
- 2025 - Enter The Behelit

## Premi e nomination
| Anno | Opera                  | Premio                           | Categoria                       | Risultato |
| ---- | ---------------------- | -------------------------------- | ------------------------------- | --------- |
| 2018 | Berserker              | EMMA Awards                      | Album metal dell'anno           | Nominato  |
| 2018 | Berserker              | Metal Hammer Awards              | Miglior album di debutto        | Nominato  |
| 2020 | From Hell with Love    | Music Moves Europe Talent Awards | Nominato                        | Nominato  |
| 2020 | From Hell with Love    | EMMA Awards                      | Miglior album metal             | Nominato  |
| 2021 | "Moonlight Rendezvous" | Top Shorts Film Festival         | Miglior video musicale del mese | Vincitore |
| 2022 | Beast In Black         | EMMA Awards                      | Album metal dell'anno           | Vincitore |